# Tatorinia fumipennis
Tatorinia fumipennis là một loài bướm đêm trong họ Noctuidae.